# Smilisca manisorum
Smilisca manisorum es una especie de anfibio de la familia Hylidae.  Es endémica de Costa Rica, Panamá, Honduras y Nicaragua. Se ha observado hasta una altitud de 540 m s. n. m. Vive en bosques cerca del mar.